# Copa Bandes 2014
A Copa Bandes 2014 foi a sexta edição deste torneio amistoso de futebol organizado no Uruguai, antes patrocinado pela empresa mexicana Bimbo.
As semifinais foram disputadas no dia 11 e as finais no dia 13 de janeiro. O torneio também teve o suporte da Associação Uruguaia de Futebol.
A competição contou com a participação de quatro equipes: Nacional, Peñarol, Sporting Cristal do Peru, e Vélez Sarsfield, da Argentina. Todas as partidas foram disputadas no Estádio Centenário, em Montevidéu.

## Jogos
|  | Semifinais       | Semifinais       |   |         | Final           | Final |  |
|  |                  |                  |   |         |                 |       |  |
|  |                  |                  |   |         |                 |       |  |
|  | Sporting Cristal | 0 (3)            |   |         |                 |       |  |
|  | Vélez Sarsfield  | 0 (0)            |   |         |                 |       |  |
|  |                  |                  |   |         |                 |       |  |
|  |                  |                  |   |         |                 |       |  |
|  |                  |                  |   |         | Nacional        | 3     |  |
|  |                  | Sporting Cristal | 0 |         |                 |       |  |
|  |                  |                  |   |         |                 |       |  |
|  |                  |                  |   |         |                 |       |  |
|  |                  |                  |   |         | Terceiro lugar  |       |  |
|  |                  |                  |   |         |                 |       |  |
|  | Nacional         | 0 (4)            |   | Peñarol | 1 (3)           |       |  |
|  | Peñarol          | 0 (3)            |   |         | Vélez Sarsfield | 1 (1) |  |

## Premiação
| Copa Bandes / Torneio de Verão 2014 |
| ----------------------------------- |
| Nacional-URU Campeão (3° título)    |

## Ligaçoes externas
- detalles de la Copa Bimbo futbol.com.uy